# 塞尔韦鲁埃拉
塞尔韦鲁埃拉，是西班牙阿拉贡自治区萨拉戈萨省的一个市镇。 总面积24平方公里，总人口25人（2001年），人口密度1人/平方公里。